# Chlorophorus kobayashii
Chlorophorus kobayashii är en skalbaggsart som beskrevs av Komiya 1976. Chlorophorus kobayashii ingår i släktet Chlorophorus och familjen långhorningar. Inga underarter finns listade i Catalogue of Life.